# Kernmoment
Kernmomente sind die elektrischen und magnetischen Multipolmomente des Atomkerns. Sie rühren von einer nicht völlig kugelsymmetrischen Verteilung von elektrischer Ladung, magnetischen Spinmomenten und elektrischen Strömen im Kern her. 
In Anwesenheit von elektrischen oder magnetischen Feldern bewirken sie eine Verschiebung der Energieniveaus des Systems, die aber geringfügig ist und um mehrere Zehnerpotenzen kleiner bleibt als der Energieabstand zu den nächsten angeregten Niveaus des Kerns, Atoms oder Moleküls. Die entsprechenden Aufspaltungen der Spektrallinien und Energieniveaus werden als Hyperfeinstruktur bezeichnet. 
Die wichtigsten Kernmomente sind das magnetische Dipolmoment und das elektrische Quadrupolmoment. Die Wechselwirkung des magnetischen Dipolmoments mit einem statischen magnetischen Feld verursacht den Kern-Zeeman-Effekt und findet damit über die Kernspinresonanz reichhaltige Anwendungen bis hin zur Magnetresonanztomographie (MRT) in der Medizin. 